# Všeobecný majetkový zákoník

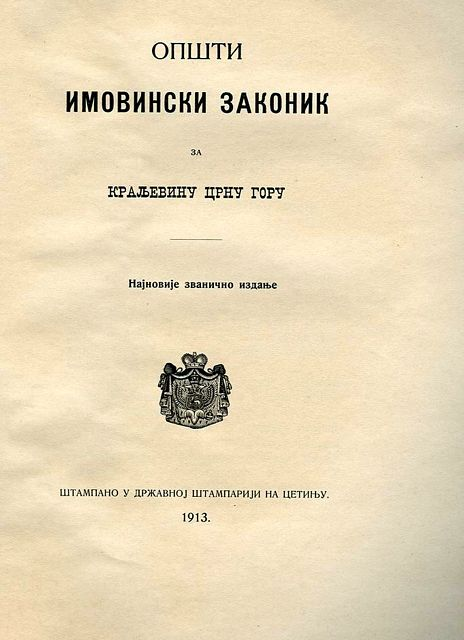
Titulní list vydání zákoníku z roku 1913

Všeobecný majetkový zákoník knížectví Černá Hora (črn. Opšti imovinski zakonik Knjaževine Crne Gore, Општи Имовински Законик за књажевину Црну Гору) je kodifikací občanského práva, kterou pro Černou Horu vytvořil chorvatský profesor práva Valtazar Bogišić, badatel v oboru slovanského práva a slovanských právních obyčejů. Zákoník byl vydán roku 1888. Byl jedinečným dílem jak z hlediska právně-historického, tak také praktického.
Bogošić připravoval zákoník po dobu 15 let. Zákoník vycházel z černohorských právních obyčejů, které adaptoval pro potřeby moderní doby s přihlédnutím k občanskoprávní vědě doby, v níž zákoník vznikal. Inspiračními zdroji byly pro Bogošiće i kodexy některých švýcarských kantonů aj. Novelizován byl roku 1898. V platnosti byl do roku 1946.
Zákoník byl přeložen do pěti jazyků: francouzštiny (1892), němčiny (1893), španělštiny (1891), italštiny (1900) a ruštiny (1901). Překlad do francouzštiny pořídil Rodolphe-Madeleine-Cléophas Dareste de la Chavanne. 